# Walter Lewino
Pour les articles homonymes, voir Lewino.
Walter Lewino est un écrivain et journaliste français né le 18 janvier 1924 à Paris, où il est mort le 18 janvier 2013.

## Biographie
Né le 18 janvier 1924, Walter Lewino est le fils de Walter Affroville Lewino (1887-1959), artiste peintre britannique de confession juive et qui exposa entre autres à Paris des paysages inspirés du Quercy,,. Le nom de jeune fille de sa mère est Tobo.

### Seconde Guerre mondiale
D’abord mousse dans la marine marchande et peintre en bâtiment puis correcteur dans une imprimerie, il décide de rallier après la débâcle de 1940, à 17 ans, le général de Gaulle et rejoint les réseaux de la France libre, basé en Angleterre en passant par l'Espagne et le Portugal. 
Après un an d’entraînement comme navigateur, il est muté au groupe de bombardement Lorraine, la seule unité de bombardement française libre intégrée à la Royal Air Force. En son sein, il accomplit 70 missions de guerre.
En raison de ses états de service, le lieutenant Lewino reçoit la légion d'honneur, la médaille militaire et la croix de guerre avec quatre citations.

### Carrière de journaliste
En 1946, il reprend des études de lettres à la Sorbonne, puis devient journaliste professionnel à Combat, L'Équipe, Les Lettres françaises, France Observateur, Le Point, L'Express, et enfin Le Nouvel observateur (qui a succédé à France-Observateur). Il finit sa carrière comme rédacteur en chef de ce dernier magazine.
Interviewé sur une chaine de radio en 1969, Walter Lewino explique ses raisons qui lui font contester le rôle de la publicité, lié à la surconsommation et défend le graffitage, particulièrement sur les affiches publicitaires présentes dans les stations et les couloirs du métro parisien.
Walter Lewino meurt le 18 janvier 2013 à Paris à l’âge de 89 ans.

### Écrivain
Son roman, L'éclat et la blancheur, publié en 1967, est également inspiré par les idées situationnistes. Son livre Pardon, pardon, mon père édité chez Grasset en 2001, est une autobiographie écrite dans un style très personnel et, selon son éditeur, « peu conformes aux lois du genre »
Son livre, L'Imagination au pouvoir, publié en juillet 1968 et co-écrit avec son ami photographe Jo Schnapp qui en assure l'illustration avec de nombreuses photos d'affiches, de graffitis, inscriptions et autres caricatures créée durant cette période, documents appelés à disparaître, est souvent décrit comme un témoignage de l'action artistique de Mai 68, comme le soutient Augustin Trapenard dans un numéro de son émission littéraire française 21 cm, diffusée en mai 2018 ou Laurence Rosiers  qui évoque avec Nicolas Bogaerts cette période dans l'émission Un jour dans l'histoire diffusée par la RTBF et consacrée aux slogans de Mai 68.

## Publications

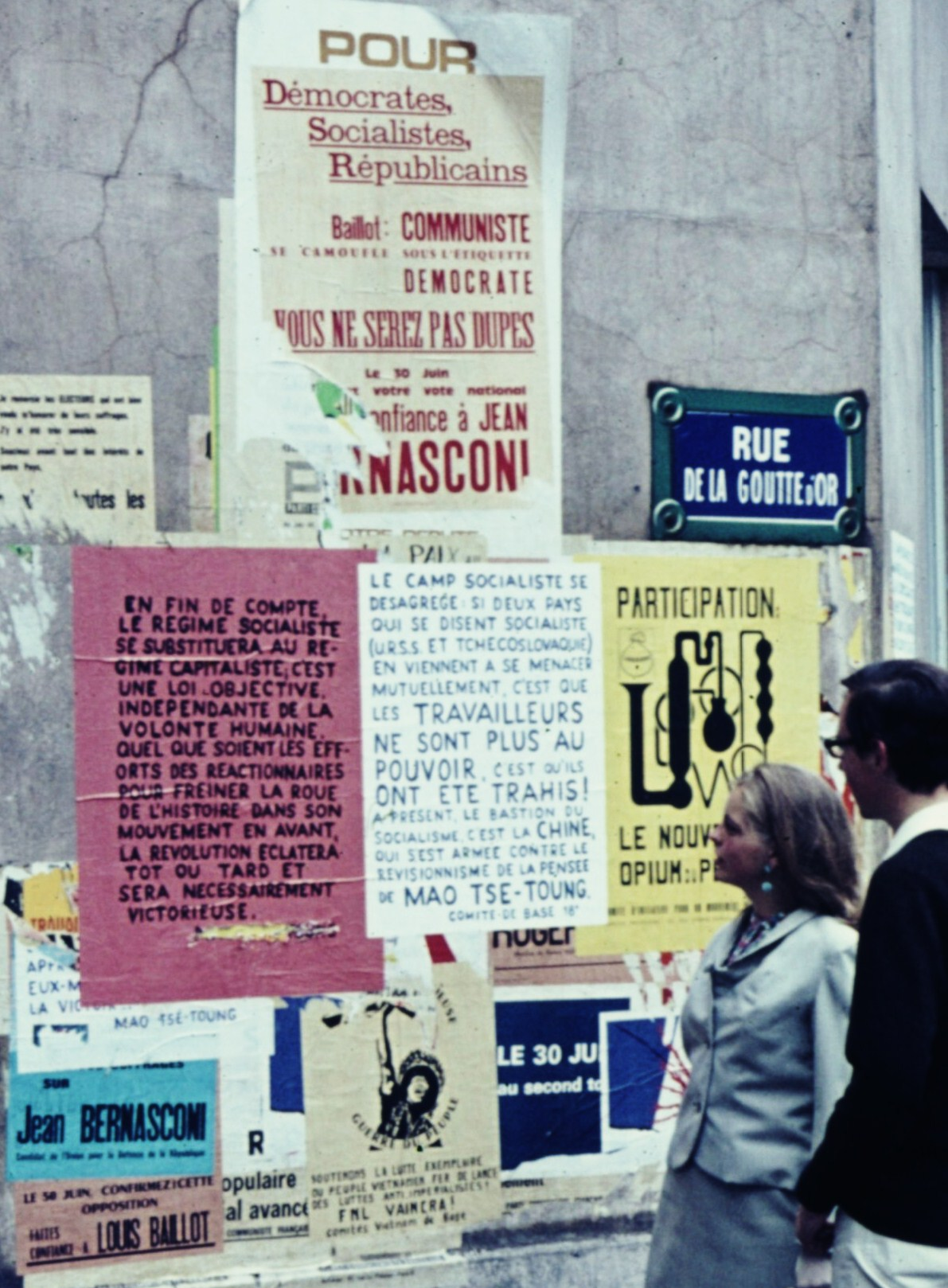
Affichage sauvage dans Paris en juillet 1968.

- L'Heure, Paris, Denoël, collection Le Champ libre, 1959  (ISBN 978-2207206607).
- La Terre des autres, Paris, Albin Michel, 1962  (ISBN 9782402652469).
- L'Éclat et la blancheur, Paris, Albin Michel, 1967[18].  (ISBN 978-2226042088)
- L'Imagination au pouvoir (avec Jo Schnapp), Paris, Le Terrain Vague, 1968. Réédition chez Allia, 2018.  (ISBN 979-10-304-0851-5)
ce livre, publié pour la première fois en 1968 est un témoignages sur les événements de l'époque avec la présentation des graffitis, affiches sauvages et slogans politiques sur les façades urbaines et les murs intérieurs des universités et des autres institutions publiques[19].
- Fucking Fernand, Balland, 1976  (ISBN 978-2715806641)
adapté au cinéma dans un film au titre homonyme sortie en 1987 et réalisé par Gérard Mordillat.
- Une femme par jour, Albin Michel, 1978.
- Notre-Dame des ordinateurs, Paris, Balland, 1979  (ISBN 2-7158-0215-3)[20].
Livre de science-fiction qui prophétise, selon une vision propre à l'auteur, une étrange collaboration entre l'informatique et une police très intrusive dans la vie des citoyens[21].
- Dis, Paris, Balland, 1984.
- Cabin'boy, Editions de Fallois, 1991.
- La Folle de Bagnolet, Paris, Le Castor Astral, 1994 (ISBN 978-2859202439).
- Longtemps je me suis couché de travers, Paris, Maurice Nadeau, 1994 (ISBN 978-2862311258).
- Châteaunoir, Paris, Plon, 1998  (ISBN 978-2259188012).
- Pardon, pardon, mon père, Paris, Grasset, 2001 (ISBN 978-2246614616).
- Détournements, éditions Télémaque, 2013[22]. (ISBN 978-2753301931)

## Distinctions
- Officier de la Légion d'honneur, promotion 1998[10].
- Médaille militaire
- Croix de guerre avec quatre citations